# Famille Leroy-Beaulieu
 (janvier 2021).
Si vous disposez d'ouvrages ou d'articles de référence ou si vous connaissez des sites web de qualité traitant du thème abordé ici, merci de compléter l'article en donnant les références utiles à sa vérifiabilité et en les liant à la section « Notes et références ».
Pour les articles homonymes, voir Leroy et Beaulieu.
Les Leroy-Beaulieu, jadis Le Roy, sieurs de Beaulieu, sont une famille française d'origine normande de laquelle sont issus des hommes politiques, de hauts-fonctionnaires, un historien, un économiste, des acteurs.

## Historique
La famille Le Roy de Beaulieu, devenue lors de la Révolution Leroy-Beaulieu, est connue dans la province de Normandie depuis le XVIe siècle.

## Liens de filiation entre les personnalités notoires
- François Leroy (1759-1799), avocat au Parlement de Paris, premier maire élu de Lisieux, député royaliste à l'Assemblée nationale législative.
  - Pierre Leroy-Beaulieu (1798-1859), avocat, préfet du Lot, député du Calvados, maire de Lisieux, chevalier de la Légion d'honneur.
    - Anatole Leroy-Beaulieu (1842-1912), historien, membre de l'Académie des sciences morales et politiques, épouse Antoinette Dailly (1847-1909), fille d'Adolphe Dailly, banquier, fondateur du Crédit foncier, maire de Bois d'Arcy, et d'Adélaïde Frochot.
      - Sophie Leroy-Beaulieu (1876-1962), épouse Jean Thureau-Dangin (1876-1942), député puis sénateur de Seine-Inférieure, fils de Paul Thureau-Dangin, historien, de l'Académie française.

    - Paul Leroy-Beaulieu (1843-1916), économiste, sénateur, membre de l'Académie des sciences morales et politiques, professeur au Collège de France, grand officier de l'ordre national de la Légion d'honneur, épouse Cordélia Chevalier (1848-1913), fille de Michel Chevalier, sénateur, pair de France, professeur au Collège de France.
      - Pierre Leroy-Beaulieu (1871-1915), ingénieur de l'École polytechnique, écrivain, député de l'Hérault.
        - Paul Leroy-Beaulieu (1902-1999), inspecteur général des finances, directeur des accords commerciaux au ministère des Finances du Gouvernement de Vichy[3], conseiller financier du haut-commandement allié à Berlin puis de l'ambassade de France à Bonn, président du bureau économique et financier de l'OTAN, commandeur de l'ordre national de la Légion d'honneur.
          - Pierre Leroy-Beaulieu (1928-2006), député de l'Hérault, maire d'Agde, officier de l'ordre national de la Légion d'honneur, épouse Isabelle Gradis (1927-1978), fille de Jean Gradis, armateur, et de Lucienne Goüin
          - Philippe Leroy-Beaulieu (1930-2024), acteur de cinéma, capitaine, chevalier de l'ordre national de la Légion d'honneur.
            - Philippine Leroy-Beaulieu (1963), actrice.
            - Terence Leroy-Beaulieu (1968), réalisateur.

        - Michel Leroy-Beaulieu (1904-1985), ambassadeur de France au Costa-Rica et en Bolivie, chevalier de l'ordre national de la Légion d'honneur.

      - Emma Leroy-Beaulieu (1873-1951), épouse Maxime Renaudin (1865-1947), inspecteur des finances, vice-président du CIC.

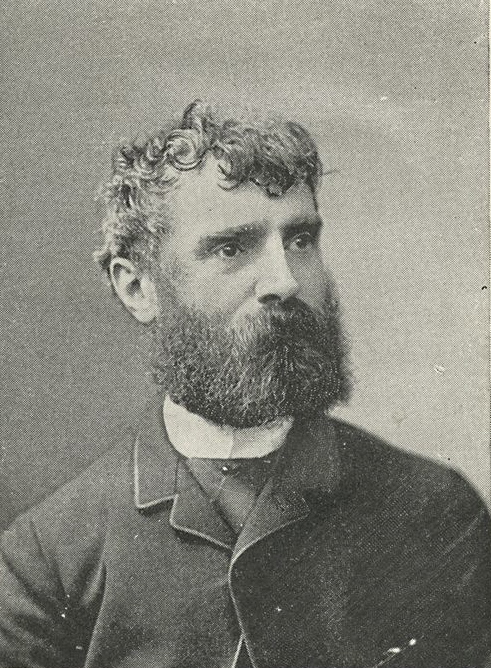
Anatole Leroy-Beaulieu
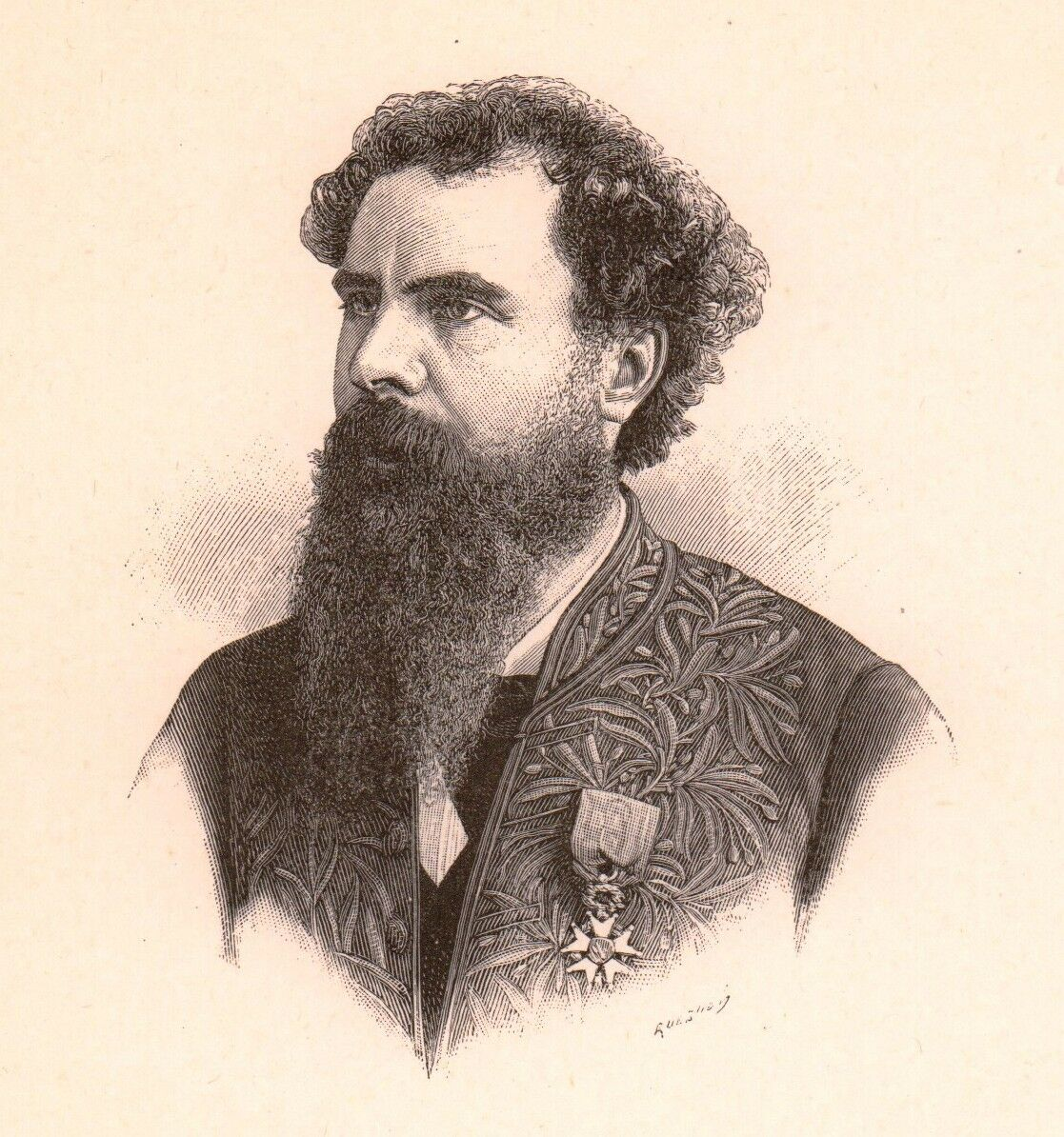
Paul Leroy-Beaulieu
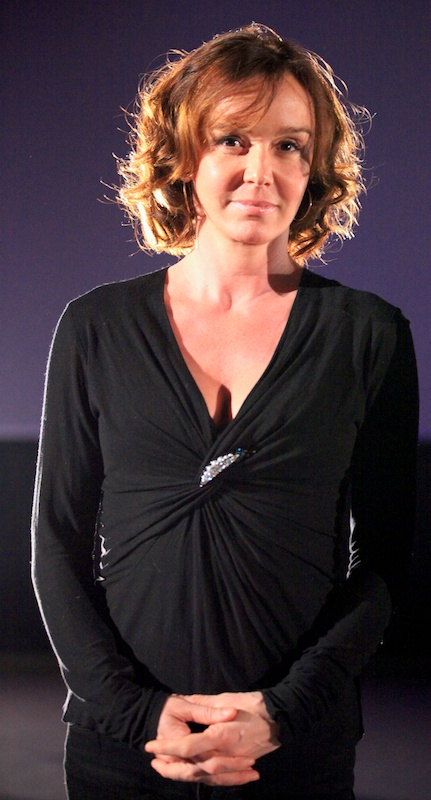
Philippine Leroy-Beaulieu

## Hommages
- Square Leroy-Beaulieu, voie du 16e arrondissement de Paris

## Pour approfondir